# Kerrea Gilbert
Kerrea Kuche Gilbert (1987. február 28. –) angol labdarúgó.